# Mangifera persiciforma
Mangifera persiciforma är en sumakväxtart som beskrevs av C.Y. Wu & T.L. Ming. Mangifera persiciforma ingår i släktet Mangifera och familjen sumakväxter. Inga underarter finns listade i Catalogue of Life.